# Регульские
Регульские (пол. Regulski) — дворянский род.
Происходят от Осипа-Франциска Фальк-Регульского, который в 1813 году, будучи Батальонным шефом Надвислянского Регимента, возведен Императором Французов Наполеоном в Кавалеры Империи, за храбрость оказанную в Итальянскую и Испанскую кампании, с пожалованием описанного герба. Впоследствии он поступил в состав Польского войска и в 1820 году был, в чине Полковника, Директором по учебной части Калишского Кадетского Корпуса; в потомственном же дворянстве утвержден на основании 17 статьи пункта 2 литеры е Положения о Дворянстве 1836 года.

## Описание герба
В щите натрое разсеченном, в верхнем серебряном поле красный петух, вправо, с перунами в когтях правой ноги; в среднем, красном, орден Почётного легиона; а в нижнем золотом, четыре ружейные ствола с примкнутыми штыками, обращенные вправо к черной башне о двух башенках.
В нашлемнике дворянская корона. Намет красный с зеленою каймою, подбитый справа серебром, a слева золотом.